# Festuca eskia
Festuca eskia är en gräsart som beskrevs av Louis François Ramond de Carbonnière och Dc. Festuca eskia ingår i släktet svinglar, och familjen gräs. Inga underarter finns listade i Catalogue of Life.

## Bildgalleri

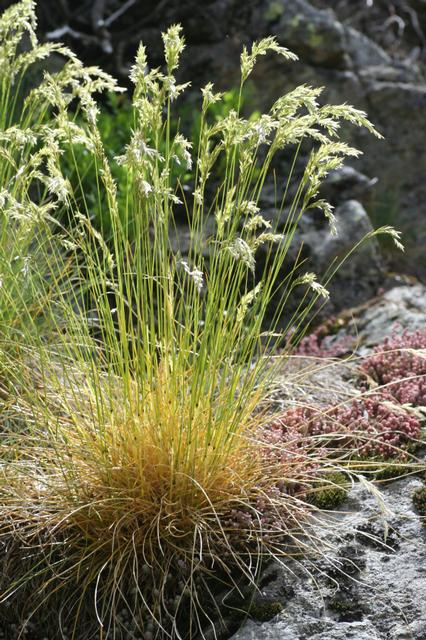
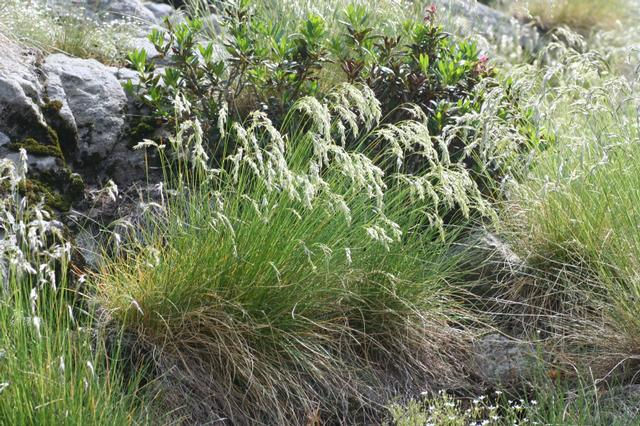
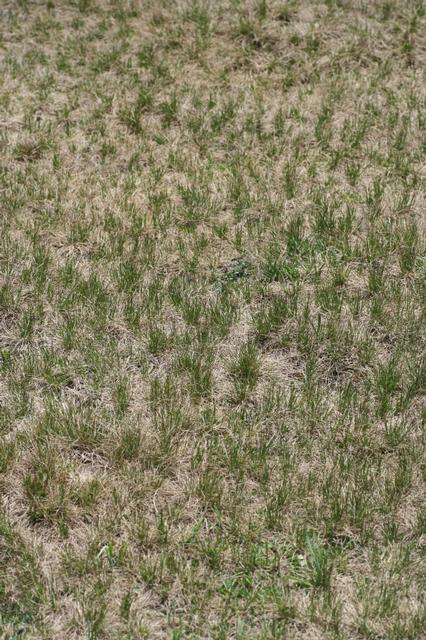
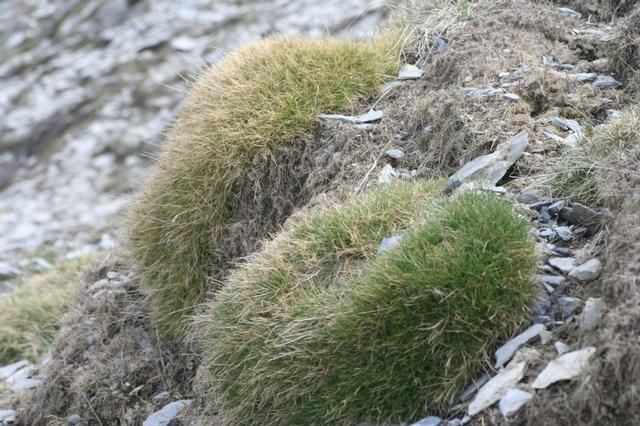
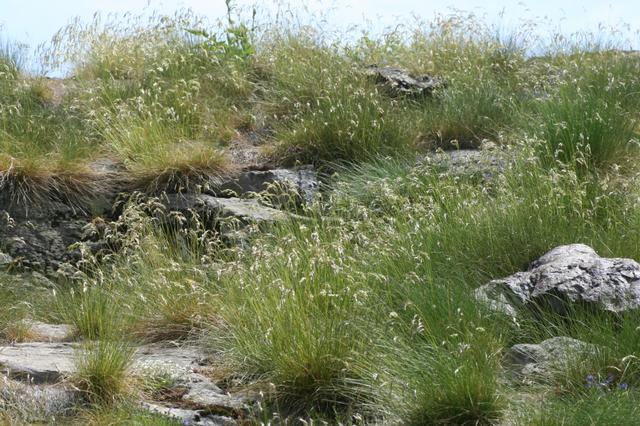
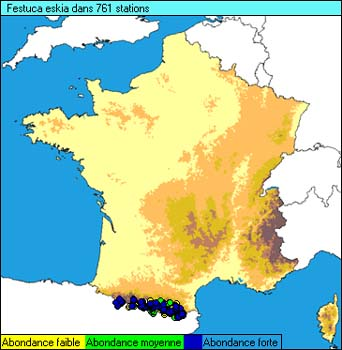